# تکامل یک خانواده فیلیپینی
تکامل یک خانواده فیلیپینی (به زبان تاگالوگ: Ebolusyon ng Isang Pamilyang Pilipino) یک فیلم تجربی درام به تهیه‌کنندگی، تدوین، نویسندگی و کارگردانی لاو دیاز محصول سال ۲۰۰۴ سینمای فیلیپین است. با ۶۴۳ دقیقه معادل (۱۰ ساعت و ۴۳ دقیقه)، یکی از طولانی‌ترین فیلم‌های ساخته شده‌است. تحسین منتقدان بین‌المللی دیاز را به دست آورد و به دلیل معرفی بسیاری از علائم تجاری سینمایی دیاز مورد توجه قرار گرفت. این فیلم برنده بهترین فیلم و بهترین طراحی تولید شد.
ورایتی این فیلم را چنین توصیف کرد: «تکامل یک خانواده فیلیپینی اثر لاو دیاز با صبر و روشمندی فروپاشی و احیای امیدوارانه یک قبیله کشاورز فقیر را مشاهده می‌کند، که هدف آن نمادی از تاریخ یک ملت از ۱۹۷۱ تا ۱۹۸۷ است،» در طول حکومت استبدادی می‌باشد.

## خلاصه داستان
فروپاشی و مبارزه یک قبیله کشاورز فقیر در فیلیپین.